# Gamma Horologii
Désignations
Gamma Horologii (γ Horologii / γ Hor) est une étoile de la constellation australe de l'Horloge. Elle est tout juste visible à l'œil nu avec une magnitude apparente de +5,74. L'étoile est distante de ∼ 183 a.l. (∼ 56,1 pc) du système solaire, et elle s'en rapproche à une vitesse radiale héliocentrique de −19 km/s.
Gamma Horologii est une étoile jaune de type spectral G8 III/IV, indiquant que son spectre présente une classe de luminosité intermédiaire entre celui d'une étoile sous-géante et d'une étoile géante. Cela indique qu'elle a épuisé les réserves en hydrogène qui étaient contenues dans son noyau et qu'elle évolue en s'éloignant de la séquence principale. Son rayon est 5,5 fois plus grand que celui du Soleil et elle est 17 fois plus lumineuse que l'étoile du système solaire. Sa température de surface est de 4 961 K. La métallicité de l'étoile, c'est-à-dire son abondance des éléments plus lourds que l'hélium, est équivalente à 55 % seulement de celle du Soleil.